# 프세볼로트 이바노프
프세볼로트 뱌체슬라보비치 이바노프(러시아어: Всеволод Вячеславович Иванов, 1895년 2월 12일 ~ 1963년 8월 15일)은 러시아의 극작가다.
혁명 당시 시베리아 전쟁에 참가, 그때의 체험을 그린 <장갑열차> <파르티잔 이야기>로써 초기의 러시아 문학을 대표하는 작가의 한 사람이 되었다. 특히 <장갑열차>의 각색이 모스크바 예술극장에서 상연되자 그 명무대(名舞臺)와 함께 작가의 명성도 높아졌다. 그러나 그 후의 극작활동은 부진하여 <장갑열차> 이외의 희곡은 오랫동안 상연목록에 머무를 수가 없었다.